# Pitias (sirvienta)
Pitias fue una esclava romana del siglo I (posiblemente de origen griego) en la casa de Octavia, la primera esposa del emperador Nerón, quien se divorció de ella en el 62 d. C. para casarse con Popea Sabina. Para fabricar pruebas que pudieran usarse para justificar el asesinato de Octavia después del divorcio, Popea y Tigelino, el prefecto de la Guardia Pretoriana, intentaron obligar a las doncellas de Octavia a hacer declaraciones falsas sobre un adulterio durante el matrimonio con Nerón. Pitias se negó. Fue torturada, pero ella proclamó célebremente que los genitales de Octavia estaban más limpios que la boca de Tigelino.
La versión más antigua que se conserva de la historia es la narrada por el historiador romano Tácito (56-120 d. C.) en sus Anales, aunque no nombra a la doncella:

Dominando a Nerón como su esposa, como ella lo había dominado durante mucho tiempo como su amante, Popea incitó a una de las mujeres de la casa de Octavia a acusarla de adulterio con un esclavo - un flautista alejandrino llamado Euquero fue designado para el papel. Las doncellas de Octavia fueron torturadas, y aunque algunas fueron inducidas por el dolor a hacer falsas confesiones, la mayoría mantuvo resueltamente su inocencia. Una replicó que la boca de Tigelino, que la estaba intimidando, era menos limpia que cualquier parte de Octavia. Sin embargo, [Octavia] fue encerrada.

Una versión posterior de la historia, que nombra a Pitias como la doncella, fue contada por el historiador romano Dion Casio (155-235 d. C.) en su Historia romana:

Se dice que la famosa réplica a Tigelino le fue dirigida por Pitias. Cuando todas las demás asistentes de Octavia, con excepción de Pitias, se pusieron del lado de Popea Sabina en su ataque a la emperatriz, solo Pitias se negó, a pesar de las crueles torturas, a decir mentiras contra su señora, y finalmente, como Tigelino continuaba insistiendo, ella le escupió en la cara, y le dijo: "Las partes íntimas de mi señora, Tigelino, están más limpias que tu boca."